# Сорское медно-молибденовое месторождение
Сорское медно-молибденовое месторождение расположено в пределах Батенёвского кряжа в восточных отрогах Кузнецкого Алатау, в месте пересечения северо-западной и северо-восточной тектонических зон. Открыто в 1937 году, эксплуатируется с 1953-го. Основные рудные минералы: молибденит, пирит, халькопирит. Месторождение разрабатывается открытым способом, доказанные запасы составляют 58,1 млн тонн молибденовой руды, прогнозируемые запасы — 140,3 млн тонн.
Рудное поле Сорского медно-молибденовое месторождение штокверкового типа, сложено нижнепалеозойскими гранитоидами Уйбатского батолита (состав от габбродиоритов до лейкократовых гранитов). Месторождение образовано в результате гидротермальных, высокотемпературных процессов. Рудное тело сформировано в несколько стадий рудной минерализации, разделённых во времени внедрением даек и штоков субщелочных гранит-порфиров. Более 80 % руд прожилково-вкрапленные. Главные рудные минералы: молибденит, пирит, халькопирит, основной жильный минерал — кварц. Парагенетически оруденение связывается с субщелочными гранит-порфирами.
В рудном поле месторождения расположены две главные рудные зоны — Западная и Восточная, которые разделены безрудным промежутком. Залегание руд в зонах неравномерное: в средней и центральной частях расположены крупные безрудные образования, представленные кварцем и полевым шпатом. Для северных участков характерны брекчиевые руды. Зоны медного оруденения часто чередуются с зонами молибденового оруденения. Нижняя граница залегания молибденовых руд не установлена. По данным отдельных скважин отмечается залегание бедных руд на глубине до одного километра. Угол падения внешних границ обеих рудных зон практически вертикален.
Месторождение разрабатывается открытым способом. Глубина ведения горных работ в 1986 году составляла: по западному борту карьера 320 м, по восточному — 140 м. Вскрытие месторождения осуществлялось обособленными съездами. При ведении горных работ применяется транспортная система разработки с внешним отвалообразованием. Транспортировка руды и породы производится автомобильным транспортом. Для осушения месторождения применяется система открытого водоотлива. Отделение руды и вскрыши от массива производится с помощью буровзрывных работ с использованием горнотранспортного оборудования: станков шарошечного бурения, экскаваторов цикличного действия, автосамосвалов. На комбинате, разрабатывающем месторождение, внедрена комплексная механизация взрывных работ с приготовлением простейших взрывчатых смесей и бестарной их переработки. Механизированы трудоёмкие работы по ремонту и техобслуживанию большегрузных автосамосвалов, горного и обогатительного оборудования, по строительству и переносу линий электропередач в карьере. Показатель извлечения руды при добыче составляет около 96 %, разубоживание 6,4 %.
Технология обогащения руды включает: четырёхстадийное дробление (в конусных дробилках); мокрое одностадийное измельчение шаровыми мельницами в замкнутом цикле со спиральными классификаторами; коллективную и селективную флотацию; доводку молибденового и медного концентратов; обезвоживание; сушку и шихтовку. Извлечение молибдена при обогащении 89,1 %, меди 53 %. Обогатительная фабрика полностью работает на оборотном водоснабжении.